# Sarbatana
Una sarbatana és un tub llarg de canya, fusta, metall o altres materials, en què s'introdueixen dards, petites sagetes o altres projectils que es disparen bufant amb força des d'un dels extrems. També és una joguina infantil similar que popularment s'anomena tiraveces (sovint feta amb el cos de plàstic d'un bolígraf) amb què es disparen grans d'arròs, cigrons o boletes de paper. Actualment encara és utilitzada per tribus indígenes d'Amèrica, Àsia, Oceania i Àfrica. També és utilitzada per científics, per adormir animals salvatges per poder tractar-los o instal·lar dispositius de control.